# Platymantis papuensis
Platymantis papuensis é uma espécie de anfíbio da família Ranidae.
Pode ser encontrada nos seguintes países: Indonésia e Papua-Nova Guiné.
Os seus habitats naturais são: florestas subtropicais ou tropicais húmidas de baixa altitude, pântanos subtropicais ou tropicais, regiões subtropicais ou tropicais húmidas de alta altitude, lagoas costeiras de água doce, plantações , jardins rurais e florestas secundárias altamente degradadas.